# Confédération de l'Allemagne du Nord
1866–1871
Entités précédentes :
- Confédération germanique

Entités suivantes :
- Empire allemand

La confédération de l'Allemagne du Nord (en allemand : Norddeutscher Bund) est une fédération constituée de vingt-deux États allemands situés au nord de la ligne du Main, qui a existé de 1866 à 1871. La confédération fut créée sur initiative du ministre-président de Prusse Otto von Bismarck à la suite de la victoire prussienne de 1866 face à l'Autriche et de la dissolution de la Confédération germanique.

## Création

### Victoire prussienne
Ayant battu les troupes autrichiennes à la bataille de Sadowa le 3 juillet 1866, Guillaume Ier, roi de Prusse, annexe la plupart des États qui avaient soutenu l’Autriche : le royaume de Hanovre, le Schleswig-Holstein, le duché de Nassau, la Hesse-Cassel (ou Hesse électorale), ainsi que la ville impériale de Francfort-sur-le-Main. Les négociateurs autrichiens, à la demande de François-Joseph, parviennent à maintenir l'existence du royaume de Saxe, contre l'avis des conservateurs prussiens, partisans de l'annexion du royaume, et contre l'avis du roi Guillaume : Bismarck impose l'indépendance du royaume saxon, soutenu par le Kronprinz prussien, Frédéric.
La partie au nord du Main du grand-duché de Hesse devient une partie de la confédération. L’Autriche est exclue de l'Allemagne unie (solution petite-allemande), doit accepter les annexions prussiennes et la dissolution de la Confédération germanique par le traité de Prague du 23 août.

### Mise en place
La confédération est créée le 18 août 1866 sous la forme d’une alliance militaire, dite l’alliance d’août (en allemand : August-Bündnis) ; elle comprend initialement seize États (Prusse, Saxe-Weimar-Eisenach, Oldenburg, Brunswick, Saxe-Altenbourg, Saxe-Cobourg et Gotha, Anhalt, Schwarzbourg-Sondernshausen, Schwarzbourg-Rudolstadt, Waldeck, Reuss branche cadette, Schaumbourg-Lippe, Lippe-Detmold et les villes libres de Hambourg, Lübeck et Brême) ; six autres États princiers la rejoignent rapidement : les grands-duchés de Mecklembourg-Schwerin et de Mecklembourg-Strelitz le 21 août, la province de Haute-Hesse du grand-duché de Hesse le 3 septembre, Reuss branche aînée le 26 septembre, le duché de Saxe-Meiningen le 8 octobre et le royaume de Saxe le 21 octobre.

## Nature

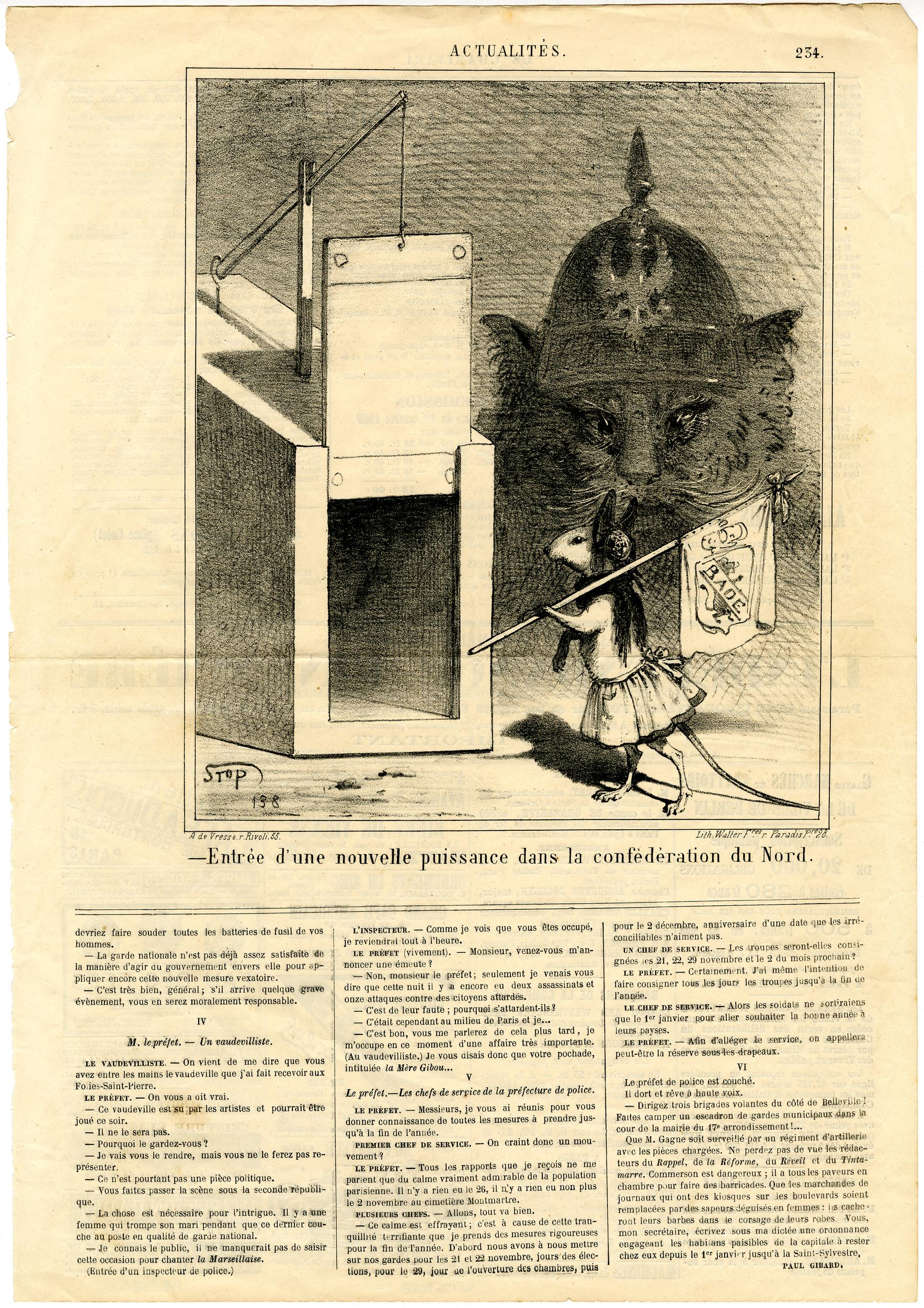
Entrée d'une nouvelle puissance dans la Confédération du Nord : la souris badoise entre dans le piège du matou prussien. Le grand-duché de Bade, sans entrer formellement dans la confédération, lui est lié par des accords militaires secrets. Caricature française de Louis Morel-Retz, 1869.

La nature de la Confédération de l'Allemagne du Nord a été discutée. Des auteurs — tels Laband, Le Fur, Rivier, Oppenheim, de Louter, Pilotti et Lucatello — ont soutenu qu'elle était un État fédéral ; d'autres — tels Martens, Bulmerincq et Seydel — une confédération d'États ; d'autres — tels Bluntschli, Holtzendorff, Lawrence, Pradier-Fodéré et Fauchille — une catégorie intermédiaire.

## Constitution

### Rédaction
La Constitution est conçue par et pour Bismarck, qui impose son point de vue, aussi contre le roi Guillaume de Prusse. Elle garantit l’hégémonie de la Prusse.
Bismarck en rédige un avant-projet qu'il communique à son souverain le 1er décembre 1866, et parvient à l'exiger face aux oppositions divergentes de Guillaume Ier, du gouvernement prussien et des États confédérés.

### Adoption
La Constitution est adoptée le 16 avril 1867 et entre en vigueur le 1er juillet de la même année.

### Prépondérance prussienne
La présidence de la confédération de l'Allemagne du Nord revient au roi de Prusse (art. 11), qui convoque les deux chambres : le Bundesrat et le Reichstag et il nomme le chancelier confédéral, responsable uniquement devant le roi de Prusse.
Le parlement, le Reichstag, est élu au suffrage universel, mais ne dispose pas de réel pouvoir. Le Bundesrat, la chambre haute, représentant les 22 États membres, reste dominé par la Prusse.
Cette prédominance institutionnelle matérialise le poids de la Prusse au sein de la confédération : regroupant 24,6 millions d'habitants, le royaume de Prusse s'étend de la frontière française à la frontière russe, sur l'ensemble de l'espace allemand, exerçant sa tutelle sur de petits États trop faibles pour mener une quelconque politique indépendante.

## Une solution provisoire
Pour ne pas heurter Napoléon III,[réf. nécessaire] Otto von Bismarck n’inclut pas les États du Sud de l’Allemagne (les royaumes de Bavière et de Wurtemberg, le grand-duché de Bade, le sud du Hesse-Darmstadt) dans la confédération de l'Allemagne du Nord.
En secret et sous pression de Bismarck, ces quatre États signent avec la Prusse des traités d’alliance militaire, défensive et offensive. En même temps, la Constitution (art. 79) permet l’adhésion éventuelle de ces États avec lesquels néanmoins un sentiment démocratique et anti-prussien est vif.[réf. nécessaire]

## Liste des États membres de la confédération
- Les royaumes : Prusse et Saxe

États membres de la confédération de l'Allemagne du Nord (1867-1871). Le royaume de Prusse avec ses provinces apparaît en bleu clair.

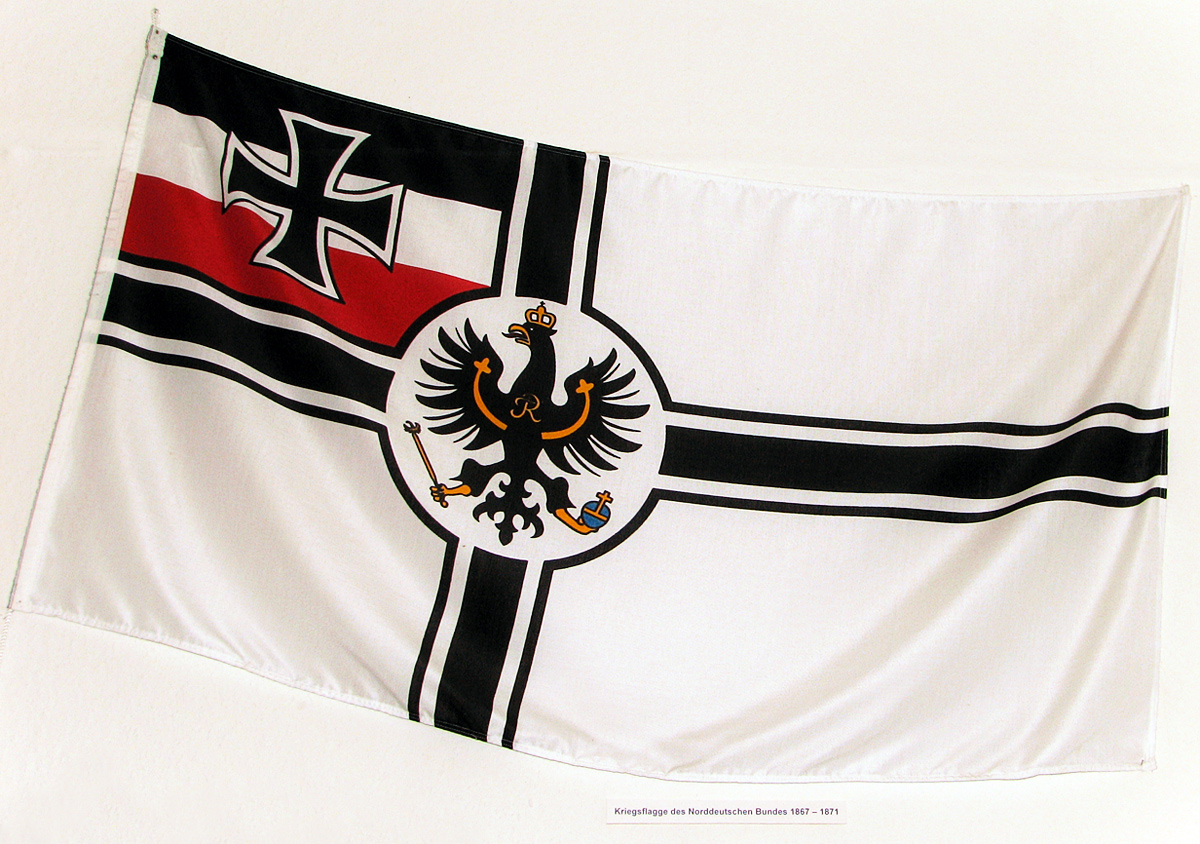
Drapeau de guerre de la confédération de l'Allemagne du Nord (1867-1871).

- Les grands-duchés : Hesse (au nord du Main), Mecklenbourg-Schwerin, Mecklenbourg-Strelitz, Oldenburg et Saxe-Weimar-Eisenach
- Les duchés : Anhalt, Brunswick, Saxe-Altenbourg, Saxe-Coburg-Gotha et Saxe-Meiningen-Hildburghausen
- Les principautés : Lippe-Detmold, Reuss branche aînée, Reuss branche cadette, Schaumbourg-Lippe, Schwarzbourg-Rudolstadt, Schwarzbourg-Sondernshausen et Waldeck-Pyrmont
- Les villes libres : Brême, Hambourg et Lübeck

Le duché de Saxe-Lauenbourg, détenu par le roi de Prusse en union personnelle depuis 1865, n'est généralement pas mentionné comme un État membre à part entière, mais il est cependant distinct du royaume de Prusse : la loi électorale prussienne de 1869 s'applique dans d'autres conditions.